# География Квебека

Территория Квебека

Квебек — крупнейшая провинция Канады, занимает огромную территорию (почти в три раза больше Франции), большая часть которой очень мало населена. Более 90 процентов площади Квебека находится в пределах Канадского щита, и включает в себя большую часть полуострова Лабрадор. Самая высокая гора Квебека Мон Д’Ибервилл расположена на границе с Ньюфаундлендом и Лабрадором в северо-восточной части провинции. Кроме того присоединение обширной и малонаселенного района Унгава Северо-Западных территорий между 1898 и 1912 годом сформировало провинцию в её нынешнем виде.
Квебек граничит с провинцией Онтарио, заливом Джеймса и Гудзоновым заливом на западе, с провинциями Нью-Брансуик и Ньюфаундленд и Лабрадор на востоке, США (штатами Мэн, Нью-Гэмпшир, Вермонт и Нью-Йорк) на юге Гудзоновым проливом и заливом Унгава на севере. Самая северная точка Квебека — мыс Вулстенхолм.
В 1927 году границы между провинцией Квебек и Доминионом Ньюфаундленд были очерчены британским Судебным комитетом Тайного совета. Правительство Квебека официально не признает эту границу.
Территория Квебека чрезвычайно богата ресурсами: хвойные леса, озёра, реки и сырьё для целлюлозно-бумажной промышленности, пиломатериалы, и гидроэлектроэнергия по-прежнему одни из самых важных отраслей промышленности провинции. Далеко на севере провинции, район Нунавик имеет субарктический и арктический климат, в основном там проживают инуиты.
Самый густонаселенный регион — долина реки Св. Лаврентия. Здесь расположены столица — город Квебек и самый большой город провинции Монреаль. К северу от Монреаля возвышаются Лорантиды цепь древних гор, на востоке возвышаются Аппалачи которые проходят в Восточной кантонах и области Гаспези. Полуостров Гаспе выступает в залив Святого Лаврентия на востоке. В долине реки Св. Лаврентия расположены плодородные сельскохозяйственные области, производящие молочные продукты, фрукты, овощи, кленовый сироп (Квебек является крупнейшим в мире производителем), и скот.

## Геология
Около 125 миллионов лет назад, район южного Квебека находился над геологической точкой активности Новой Англии, извержение магмы создало холмы Монтережи.

## Климат
Квебек имеет три основных климатических региона.
Южный и западный регионы Квебек, в том числе большинство крупнейших населенных пунктов, имеют влажный континентальный климат (Классификация климата Кёппена) с теплым, влажным летом и долгой, холодной зимой. Основные климатические влияния оказывают воздушные массы из западной и северной части Канады, которые движутся на восток и с юга и центральной части США. В связи с влиянием как воздушных масс из центра Северной Америки и Атлантического океана, осадки выпадают обильно в течение всего года, при этом большинство областей, получают более 1.000 мм осадков, в том числе более 300 см снега во многих областях. Летом торнадо и сильные грозы случаются гораздо реже, чем в южной части провинции Онтарио, хотя они иногда происходят.
Большая часть центрального Квебека относится к области субарктического климата. Зимы длинные и самые холодные в восточной части Канады, а лето тёплое, но очень короткое за счёт более высокой широты и большего влияния арктических воздушных масс. Осадки также выпадают несколько меньше, чем на юге, за исключением некоторых возвышенностей.
Северные районы провинции Квебек находятся в зоне арктического климата, с очень холодной зимой и коротким, гораздо более прохладным летом. Первичное влияние в этом регионе оказывают течения Северного Ледовитого океана (например Лабрадорское течение) и континентальные воздушные массы из высоких широтах Арктики.